# Diocesi di Tabala
La diocesi di Tabala (in latino: Dioecesis Tabalena) è una sede soppressa del patriarcato di Costantinopoli e una sede titolare della Chiesa cattolica.

## Storia
Tabala, identificabile con Burgazkale nell'odierna Turchia, è un'antica sede episcopale della provincia romana della Lidia nella diocesi civile di Asia. Faceva parte del patriarcato di Costantinopoli ed era suffraganea dell'arcidiocesi di Sardi.
La diocesi è documentata nelle Notitiae Episcopatuum del patriarcato di Costantinopoli fino al XII secolo. Le prime due Notitiae riportano la forma Tabala, mentre nelle successive si impone la forma Gabala, nome con cui la diocesi è conosciuta nell'opera Oriens christianus di Michel Le Quien.
Di questa antica diocesi sono noti due vescovi: Policarpo partecipò al cosiddetto "brigantaggio" di Efeso del 449 e al concilio di Calcedonia nel 451, e sottoscrisse nel 458 la lettera dei vescovi della Lidia all'imperatore Leone dopo la morte del patriarca Proterio di Alessandria; Giovanni prese parte al secondo concilio di Nicea nel 787.
Dal 1925 Tabala è annoverata tra le sedi vescovili titolari della Chiesa cattolica; la sede è vacante dal 26 dicembre 1969.

## Cronotassi

### Vescovi greci
- Policarpo † (prima del 449 - dopo il 458)
- Giovanni † (menzionato nel 787)

### Vescovi titolari
- Johannes Peter Franziskus Ross,[4] S.I. † (18 maggio 1928 - 26 dicembre 1969 deceduto)